# Grodzisko (Beskid Wyspowy)

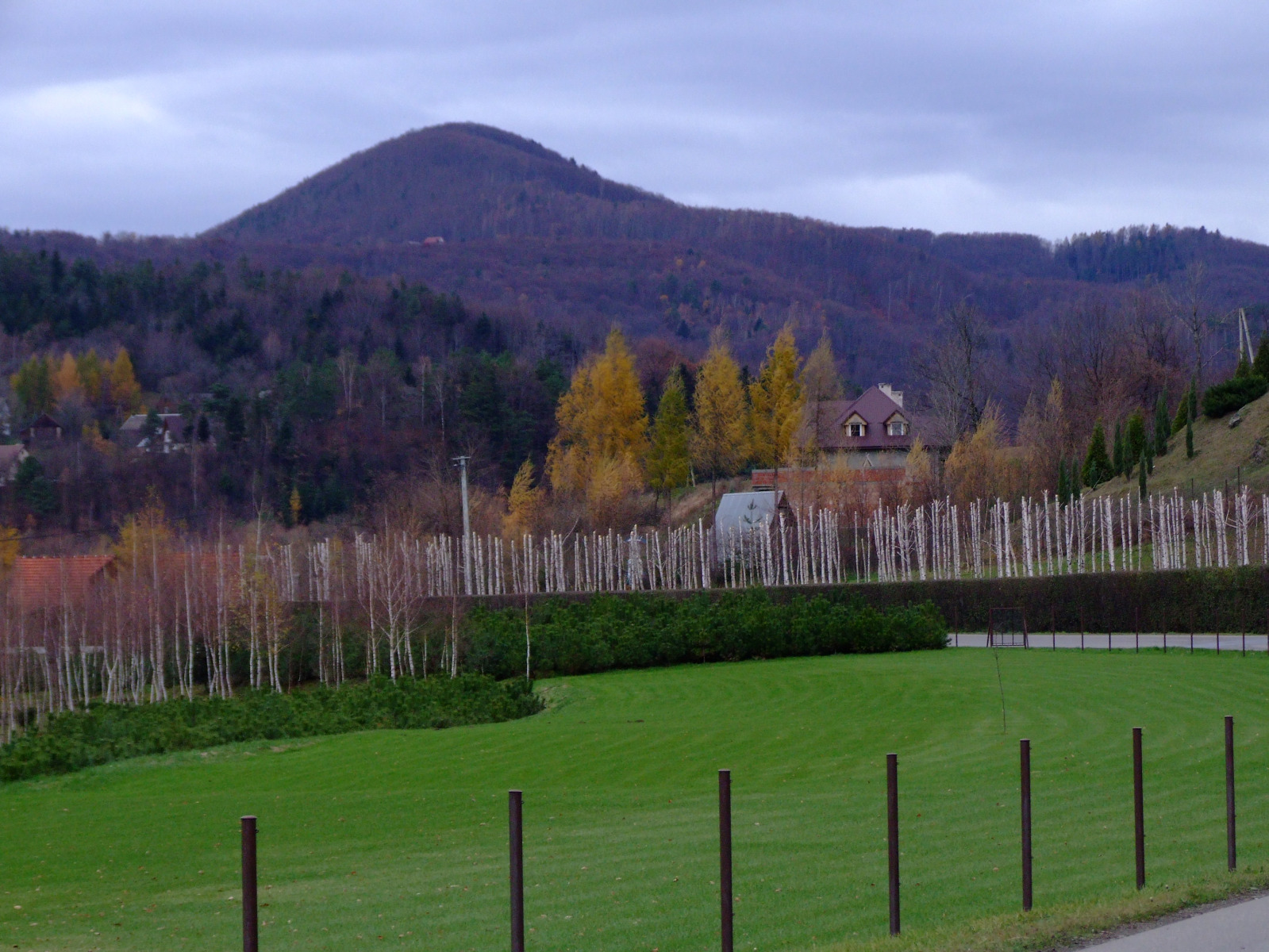
Grodzisko – widok ze Szczyrzyca

Grodzisko (618 m) – niewysoki, ale dość wybitny szczyt w północnej części Beskidu Wyspowego. Wchodzi w skład niewielkiego Pasma Cietnia, w którym wyróżnia się kilka szczytów. Kolejno, z południa na północ są to: Ciecień (829 m), Księża Góra (649 m), Cubla Góra (508 m), Grodzisko i Borek (562 m). Grodzisko dość stromo wznosi się ponad grzbiet pasma. Stoki zachodnie opadają do doliny Krzyworzeki, wschodnie do doliny Stradomki, północne przechodzą w grzbiet Borka. We wschodnim kierunku, do doliny Stradomki opada z Grodziska niewielki grzbiet z wzniesieniem Klasztorówka (444 m).
Wierzchołek Grodziska jest dość stromy i ma charakter cypla. Na całkowicie obecnie zalesionym szczycie góry znajdują się resztki dawnego Grodziska w Poznachowicach Górnych o owalnym kształcie, otoczonego rowem. Jeszcze przed I wojną światową prowadzono tam badania archeologiczne (w późniejszych czasach również). Stwierdzono, że istniało tutaj grodzisko już w czasach kultury łużyckiej, zamieszkiwane przez Celtów. Stworzyło ono podstawy do rozwoju grodu w Szczyrzycu. Znaleziono tu broń, narzędzia, i naczynia gliniane pochodzące z V w. p.n.e. W czasach pierwszych Piastów wzniesiono na jego miejscu zamek szczyrzycki, będący jedną z najpotężniejszych budowli obronnych ówczesnej Ziemi Krakowskiej. Mury układane były z kamienia bez użycia zaprawy murarskiej. Spalony został w drugiej połowie XIII w. podczas III najazdu mongolskiego na Polskę (prawdopodobnie w 1287 r.). Później już nie został odbudowany. Dostrzec można jeszcze wały obronne i fosy (obecnie są to tylko pokryte glebą i porośnięte lasem spiętrzenia terenu) oraz resztki bramy.
Na wzniesieniu Klasztorówka na wschodnim grzbiecie Grodziska znajduje się jeszcze jedno grodzisko zwane Klasztorzyskiem. Według niektórych badaczy prawdopodobnie w okresie średniowiecza istniał na nim klasztor benedyktynów.
Mimo że Grodzisko jest porośnięte lasem, z otwartych terenów pól uprawnych położonych przy szlaku poniżej lasu można oglądać szeroką panoramę szczytów Beskidu Wyspowego. Widać Kamionną, Kostrzę, długi grzbiet Łopienia, Mogielicę, Ciecień i Księżą Górę a także leżący w dole Szczyrzyc z opactwem cystersów.
Grodzisko i jego okolice występują w powieści Karola Bunscha pt. Dzikowy skarb.

## Upamiętnienie walk partyzantów Armii Krajowej z obwodu „Murawa”
W czasie II wojny światowej na szczycie Grodziska partyzanci AK mieli swój schron i to właśnie tam chowano poległych żołnierzy. Jesienią 1944 rozegrała się tu jedna z największych bitew partyzanckich w Małopolsce. Okrążeni przez Niemców partyzanci AK obwodu „Murawa” toczyli tu walki z Niemcami, których kulminacją była „Bitwa pod Łysiną” stoczona w dniach od 12 do 15 września. Nocą z 15 na 16 września udało im się wymknąć z oblężenia.
Po wojnie ciała poległych żołnierzy ekshumowano i zostali pochowani na cmentarzach komunalnych. Wewnątrz ruin dawnego zamku obecnie znajduje się symboliczny grób partyzantów.
Dla uczczenia walk partyzantów z Niemcami, 22 maja 2018 postawiono na szczycie Grodziska duży Dębowy Krzyż ze specjalną tarczą informacyjną. Odprawionej przy tej okazji mszy świętej przewodniczył ojciec Jan Głaz, redemptorysta. Z czasem w tym miejscu pojawiła się także tablica opisująca sylwetki członków Armii Krajowej pochodzących z rejonu myślenickiego. Tablica ta została poważnie zdewastowana w czerwcu 2020. Nieznani sprawcy oblali ją pomarańczową farbą, pojawiły się na niej także bazgroły oraz obraźliwy napis pod adresem prezydenta Andrzeja Dudy. Dokonany akt wandalizmu miał najprawdopodobniej związek z przypadającymi 28 czerwca tego roku wyborami prezydenckimi.
Szlaki turystyki pieszej

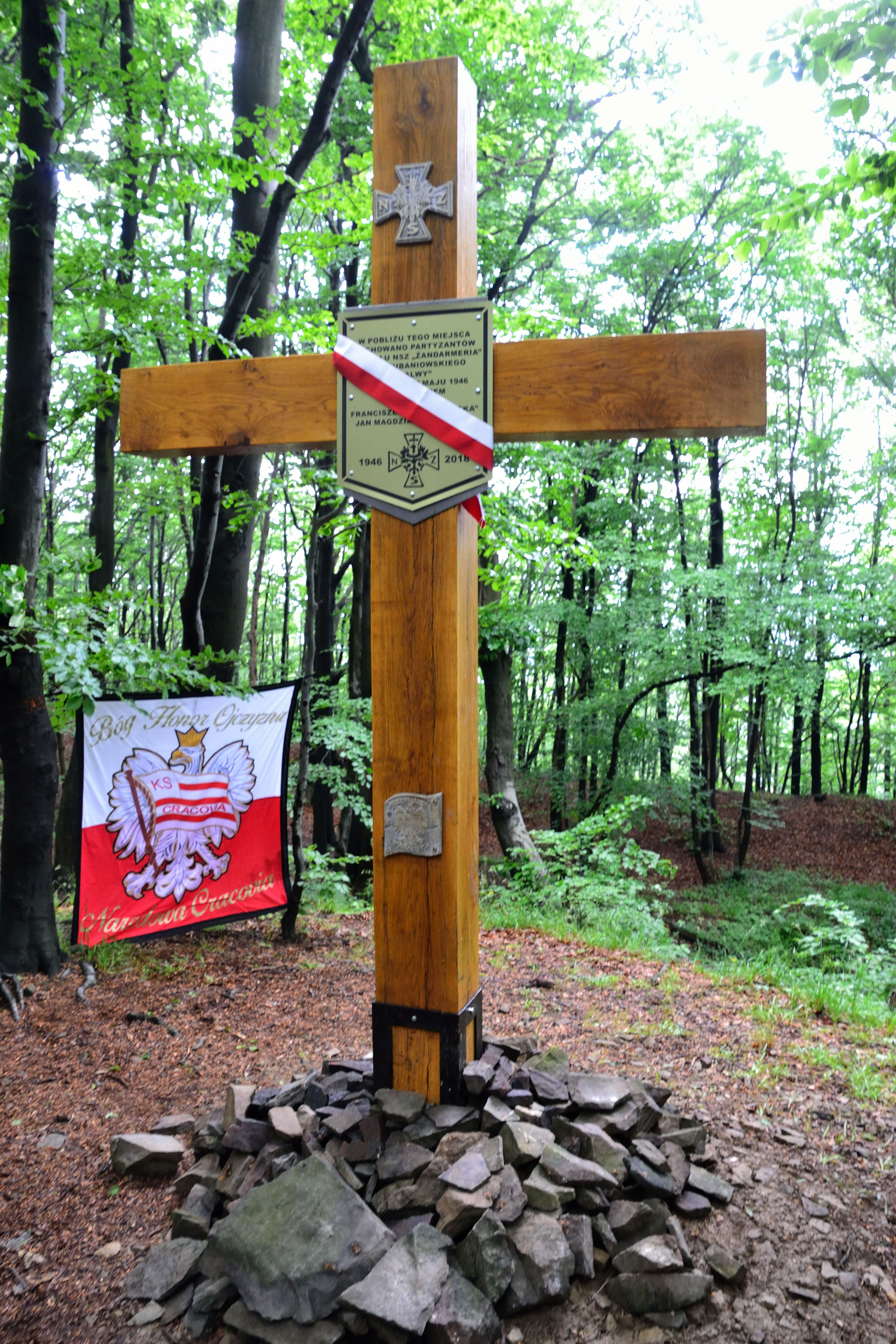
Grodzisko, krzyż partyzantów AK

 Poznachowice Górne – Grodzisko. 1:30 h, z powrotem 1 h
 Kasina Wielka – Dzielec – Ciecień – Księża Góra – Cubla Góra – Grodzisko. Na szczyt Grodziska 5 h
 Szczyrzyc – Cubla Góra. 1:15 h, z powrotem 1 h